# ورم بیضه

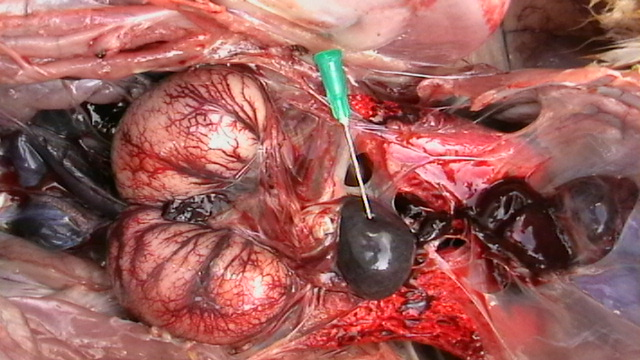
وَرَمِ بـِیضِه یا اُرکیت

غُر یا گُندین یا  وَرَمِ بـِیضِه یا اُرکیت (به انگلیسی: Orchitis) اصطلاح پزشکی، التهاب و تورم بیضه‌ها را گویند و غالباً در دنباله یک عفونت این عارضه پدید می‌آید.
ورم بیضه معمولاً بسیار دردناک است. البته تورم بیضه در نتیجهٔ آب آوردن بیضه (هیدروسل) که در طی آن مایع در درون غشاهای اطراف بیضه جمع می‌شود دردناک نیست.